# Симона Нанова
Симона Нанова (родена през 1965 г.) е българска актриса, кукловод, учредител и театрален мениджър на фондация Арте Вива, автор на драматизации, режисьор на дублажи и озвучаваща актриса.

## Образование
Симона Нанова учи френски език в известния Алианс в София и завършва средното си образование в 35-та руска гимназия. През 1987 г. Нанова се дипломира във  ВИТИЗ „Кръстьо Сарафов“ със специалност „Актьорско майсторство за куклен театър“ с художествен ръководител проф. Богдан Сърчаджиев и гл.асистент Дора Рускова (сега вече професор). През 2009г. завършва в НАТФИЗ втора магистратура „Мениджмънт в сценичните изкуства“ - програма, създадена от проф. Снежина Танковска. Защитава магистърска теза на тема "Националната културна стратегия - основен фактор за развитие на частния театър". Между 1990г.-1992г. живее в Германия, където учи немски език във Фолксхохшуле (Volkshochschule). 

## Кариера в озвучаването
Занимава се с дублаж от началото на 90-те години. По-известна е с озвучаването на Злобара Де мон в анимационния филм „Сто и един далматинци“, както и в едноименния сериал.
Нанова активно работи като режисьор на синхронен дублаж от 2000 г. Ръководи дублажите на множество игрални и анимационни филми за Александра Аудио.

### Роли в озвучаването
| Актьор          | Филми/Сериали | Роля            |
| --------------- | --- | --------------- |
| Анжелика Хюстън | Камбанка Камбанка и изгубеното съкровище Камбанка и тайната на крилете | Кралица Клариса |
| Бони Хънт       | Играта на играчките 3 Играта на играчките: Ваканция на Хаваите Играта на играчките: Пътешествието Университет за таласъми | Доли            |
| Кари Фишър      | Междузвездни войни: Епизод IV - Нова надежда (дублаж на Александра Аудио) Междузвездни войни: Епизод V - Империята отвръща на удара Междузвездни войни: Епизод VI - Завръщането на джедаите (дублаж на Александра Аудио) Междузвездни войни: Епизод VII - Силата се пробужда (дублаж на Александра Аудио) Междузвездни войни: Епизод VIII - Последните джедаи Междузвездни войни: Епизод IX - Възходът на Скайуокър | Лея Органа      |
| Кат Суси        | Тигър Прасчо Слонбалон | Кенга           |
| Кейт Бланшет    | Как да си дресираш дракон 2 Как да си дресираш дракон: Тайнственият свят | Валка           |

Анимационни сериали (войсоувър дублаж)
- „Да живее Крал Джулиън!“, 2021
- „Новото шоу на Уди Кълвача“ (дублаж на bTV) – Уини Кълвача и Г-ца Мийни
- „Костенурките нинджа“ (дублаж на TITLE.BG) – Ейприл О'Нийл и всички жени

Анимационни сериали (нахсинхронен дублаж)
- „Аватар: Повелителят на четирите стихии“ (дублаж на Александра Аудио)
- „Голямото междучасие“, 2005
- „Зеления фенер: Анимационният сериал“
- „Ким Суперплюс“ – Други гласове, 2005
- „Клуб Маус“ – Други гласове, 2003
- „Легенда за Тарзан“ – Други гласове, 2003
- „Междузвездни войни: Бунтовниците“ – Хера
- „Междузвездни войни: Войните на клонираните“ – Асадж Вентрес
- „Мики и приятели състезатели“
- „Невероятните неприключения на Флапджак“ – Бъби
- „Патешки истории“ – Г-жа Клюмвия, 2017
- „Реактивните момичета“ (дублаж на Александра Аудио), 2014
- „Спондж Боб Квадратни гащи“ (дублаж на Александра Аудио) – госпожа Пъф, 2013
- „Шоуто на Шантавите рисунки“ – Вещицата Лийза, 2011-2013

Игрални сериали (нахсинхронен дублаж)
- „Джеси“ – Джеси Прескот (Деби Райън), в четвърти сезон
- „Фермата ГОТ“ – Роксана Паркс

Анимационни филми (нахсинхронен дублаж)
- „101 далматинци“ – Круела де Вил, 2008
- „101 далматинци II: Приключението на Пач в Лондон“ – Круела де Вил, 2008
- „Аладин“ – Други гласове, 2004
- „Алиса в Страната на чудесата“ – Майка Мида, 2004
- „Бамби“ – Други гласове, 2005
- „Бебе Бос“ – Стюардеса, 2017
- „Ваканцията: Строго забранена“ – Други гласове, 2009
- „Вълшебната Коледа на Мики“ – Урусла/Майката на Фон Дрейк, 2004
- „Див живот“ – Майка хипопотам, 2006
- „Замръзналото кралство 2“ – Други гласове, 2019
- „Играта на играчките 2“ – Барби, 2008
- „Коледна песен“ – Други гласове, 2009
- „Коралайн“ – Майка/Другата майка, 2009
- „Котаракът в чизми“ (дублаж на Александра Аудио) – Имелда, 2011
- „Ледена епоха 2: Разтопяването“ – Други гласове, 2006
- „Ледена епоха 3: Зората на динозаврите“ (дублаж на Александра Аудио) – Други гласове, 2009
- „Ледена епоха 4: Континентален дрейф“ – Други гласове, 2012
- „Лейди и Скитника“ – Дарлинг, 2006
- „Лятното приключение на Лука“ – Г-жа Марсилиезе, 2021
- „Малката русалка“ – Други гласове, 2006
- „Мей Червената панда“ – Баба Лий, 2022
- „Мегаум“ (дублаж на Александра Аудио) – Други гласове, 2010
- „Мечо Пух“ – Кенга, 2011
- „Миньоните 2“ – Сестра Нунчаку, 2022
- „Мулан“ – Фа Ли (майката на Мулан), 2000
- „ПараНорман“ (дублаж на Александра Аудио), 2012
- „Пепеляшка“ – Други гласове, 2005
- „Планетата на съкровищата“ – Капитан Амелия (Ема Томпсън), 2002
- „Покахонтас 2: Пътуване в нов свят“ – Г-жа Дженкинс
- „Принцесата и жабокът“ – Еудора, 2009
- „Рапунцел и разбойникът“ – Други гласове, 2010
- „Сами вкъщи“ (дублаж на Александра Аудио) – Други гласове, 2016
- „Синбад: Легендата за седемте морета“ – Други гласове, 2003
- „Том и Джери: Изгубеният дракон“ (дублаж на Александра Аудио) – Жената на старият елф, 2019
- „Тролчета“ – Готвачка, 2016
- „Храбро сърце“ – Моди, 2012
- „Чудната петорка“ – Други гласове, 2012

Игрални филми (войсоувър дублаж)
- „Господин Удкок“
- „Перфектният мъж“ (дублаж на Александра Аудио)
- „Риалити любов“

Игрални филми (нахсинхронен дублаж)
- „G-Force: Специален отряд“ – Други гласове, 2009
- „Гарфилд 2“ – Ини, Екскурзоводка и Помощничка, 2006
- „Зайчето Питър 2: По широкия свят“ – Други гласове, 2021
- „Лимонадената банда“ – Други гласове, 2011
- „Мъпетите“ – Други гласове, 2011
- „Мери Попинз се завръща“ – Други гласове, 2018
- „Мистерията на къщата с часовника“ – Госпожа Ханчет, 2018
- „Пепеляшка“ (дублаж на Александра Аудио) – Феята кръстница (Хелена Бонам Картър), 2015

### Режисьор на дублажи
Игрални сериали (нахсинхронен дублаж)
- „Намери ме в Париж“, 2018

Анимационни сериали (нахсинхронен дублаж)
- „Аватар: Повелителят на четирите стихии“ (дублаж на „Александра Аудио“), 2013
- „АЛВИННН! и катеричоците“, 2016
- „Анджело е върхът“, 2010
- „Голямото междучасие“, 2005
- „Елена от Авалор“, 2016
- „Междузвездни войни: Бунтовниците“, 2014-2018
- „Отбор Гуфи“, 2005
- „Реактивните момичета“ (дублаж на „Александра Аудио“), 2014
- „София Първа“, 2013
- „Дора изследователката“ (дублаж на „Александра Аудио“), 2013
- „Давай, Диего!“ (дублаж на „Александра Аудио“), 2013
- „Ранди Кънингам“, 2014

Анимационни филми (войсоувър дублаж)
- „Пътешествието на Попай: Търсенето на Папи“, 2006
- „Великден в страната на зайчетата“, 2006
- „Кентървилският призрак“, 2006
- „История с пчели“, 2010
- „През плета“, 2010

Анимационни филми (нахсинхронен дублаж)
- 2000 – „Мулан (филм, 1998)“
- 2001 – „Тигър“
- 2003 – „Синбад: Легендата за седемте морета“
- 2004 – „Вълшебната Коледа на Мики“
- 2005 – „Пепеляшка (филм, 1950)“
- 2006 – „Лейди и Скитника“
- 2006 – „Ледена епоха 2: Разтопяването“
- 2008 – „Аристокотките“
- 2008 – „Сто и един далматинци“
- 2008 – „101 далматинци II: Приключението на Пач в Лондон“
- 2008 – „Играта на играчките 2“
- 2009 – „Ледена епоха 3: Зората на динозаврите“
- 2009 – „Коледна песен“
- 2010 – „Играта на играчките 3“
- 2010 – „Камбанка и спасяването на феите“
- 2010 – „Рапунцел и разбойникът“
- 2011 – „Ранго“
- 2011 – „Мечо Пух“
- 2012 – „Ледена епоха: Мамутска Коледа“
- 2012 – „Ледена епоха 4: Континентален дрейф“
- 2012 – „Храбро сърце“
- 2012 – „Камбанка и тайната на крилете“
- 2012 – „Чудната петорка“
- 2015 – „Добрият динозавър“
- 2016 – „Ледена епоха 5: Големият сблъсък“
- 2017 – „Бебе Бос“
- 2018 – „Гринч“
- 2019 – „Играта на играчките: Пътешествието“
- 2021 – „Бебе Бос 2: Семейни работи“
- 2022 – „Лошите момчета“
- 2022 – „Баз Светлинна година“
- 2022 – „DC Лигата на супер-любимците“

Игрални филми (нахсинхронен дублаж)
- 2009 – „G-Force: Специален отряд“
- 2012 – „Мъпетите“
- 2014 – „Перфектно момче“
- 2015 – „Ники Дюс“
- 2018 – „Зайчето Питър“
- 2020 – „Мулан (филм, 2020)“
- 2021 – „Зайчето Питър 2: По широкия свят“

Игрални филми (войсоувър дублаж)
- 2010 – „Война на световете“

Документални филми
- 2006 – „Походът на императорите“ (дублаж на Александра Аудио)

## Филмография
- „Купонът на феите“ (1994)
- „Вълшебният сладкиш на Леля Брелка“ (2014) – Леля Брелка (глас)